# Blasco Ibáñez (rete tranviaria di Madrid)
Blasco Ibáñez è una stazione della linea ML1 della rete tranviaria di Madrid.
Si trova sotto la Calle del Príncipe Carlos, nel quartiere Sanchinarro, nel distretto di Hortaleza. È dedicata allo scrittore Vicente Blasco Ibáñez

## Storia
La stazione è stata inaugurata il 24 maggio 2007 insieme a tutte le altre stazioni della linea.